# 高首隆頭麗魚
高首隆頭麗魚，為輻鰭魚綱鱸形目隆頭魚亞目慈鯛科的其中一種，分布於非洲剛果民主共和國剛果河下游流域，為特有種，體長可達10公分，棲息在溪流底部，生活習性不明。

## 擴展閱讀
維基物種上的相關：高首隆頭麗魚